# Kimi (聊天機器人)
Kimi是由北京月之暗面科技有限公司开发的生成式人工智能聊天機器人，能够与人交互、回答问题及协作创作。

## 历史
2023年3月，北京月之暗面科技有限公司成立。同年10月，月之暗面正式发布Kimi智能助手，并开始内测。
发布伊始，Kimi就已支持约20万汉字无损上下文输入，是世界上首款支持输入20万汉字的人工智能助手产品。
2023年11月3日，月之暗面推出的人工智能大语言模型“Moonshot”通过了中华人民共和国《生成式人工智能服务管理暂行办法》备案，备案号为“Beijing-MoonShot-20231016”。
2023年11月16日，基于“Moonshot”模型开发的Kimi面向社会开放使用。
2024年3月，Kimi开启支持200万字上下文的功能内测。
2023年7月，开启“上下文缓存”功能公测。
2023年10月11日，具备AI自主搜索能力的Kimi探索版上线，月活跃用户已超过3600万。
2024年11月，Kimi灰度内测AI视频生成功能。
2025年7月，Kimi发布 Kimi K2模型，该模型为公司首个万亿参数模型。